# Pneuma
Pneuma (πνεῦμα) é uma palavra em grego antigo que significa "respiração" que, num contexto religioso, significa "espírito" ou "alma".
Possui vários significados técnicos para escritores médicos e filósofos da Antiguidade Clássica, em particular com relação à fisiologia, sendo também usado em traduções gregas da Bíblia Hebraica e da versão grega do Novo Testamento. Em filosofia clássica, é distinguível de psique (ψυχή), que originalmente significaria "sopro de vida", sendo traduzido regularmente como "espírito" ou mais frequentemente por "alma".